# История тенниса
История современного тенниса начинается во второй половине XIX века. Именно тогда появилась игра, в то время носившая название «лаун-теннис», предшественницей которой была более древняя игра в помещениях. Уимблдонский турнир, старейший из сохранившихся по настоящее время, проводится с 1877 года, а первое соревнование национальных сборных — Кубок Дэвиса — ведёт свою историю с 1900 года. Теннис является частью программы Олимпийских игр современности, начиная с I Олимпиады, прошедшей в 1896 году, но с более чем полувековым перерывом, который завершился только в 1988 году. Вначале теннис официально был любительским видом спорта; первые игроки-профессионалы появились в теннисе в 20-е годы XX века, а с конца 1960-х годов началась так называемая Открытая эра, в рамках которой все турниры стали открытыми как для любителей, так и для профессионалов и были объединены в несколько крупных циклов («туров») под управлением международных организаций ITF, ATP и WTA.

## Реал-теннис
Первый посол…принц, наш повелитель,

Вам говорит, что юность бродит в вас;

Он просит вам сказать, что не добьетесь

Вы ничего у нас веселой пляской,

И герцогства вам не добыть разгулом;

Поэтому он посылает вам

Сокровищ бочку, зная ваши вкусы

И требует взамен, чтоб вы отныне

Про герцогства не заводили речь.

Король Генрих (Эксетеру)Какой там дар?

Эксетер (открыв бочонок)Для тенниса мячи.

Король ГенрихМы рады, что дофин так мило шутит.

Ему — за дар, вам — за труды спасибо.

Когда ракеты подберем к мячам,

Во Франции мы партию сыграем,

И будет ставкою отцов корона.
— У. Шекспир, «Генрих V», перевод Е. Бируковой

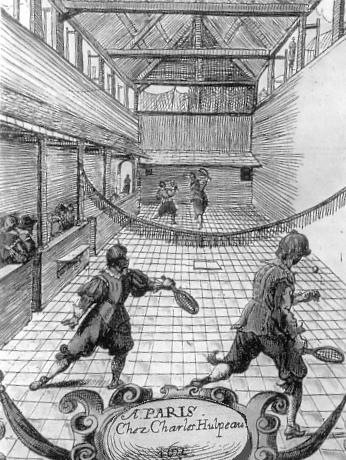
Первый посол…принц, наш повелитель,
Вам говорит, что юность бродит в вас;
Он просит вам сказать, что не добьетесь
Вы ничего у нас веселой пляской,
И герцогства вам не добыть разгулом;
Поэтому он посылает вам
Сокровищ бочку, зная ваши вкусы
И требует взамен, чтоб вы отныне
Про герцогства не заводили речь.
Король Генрих (Эксетеру)Какой там дар?
Эксетер (открыв бочонок)Для тенниса мячи.
Король ГенрихМы рады, что дофин так мило шутит.
Ему — за дар, вам — за труды спасибо.
Когда ракеты подберем к мячам,
Во Франции мы партию сыграем,
И будет ставкою отцов корона.

Прямым предшественником современного тенниса считается игра в помещениях, до конца XIX века носившая то же название, а в настоящее время известная как реал-теннис (настоящий теннис), корт-теннис или жё-де-пом (фр. jeu de paume, в буквальном переводе игра ладонью). Жё-де-пом, в который могли играть одновременно до 12 человек, появился в XI веке, по-видимому, в монастырях. Вначале в этой игре, как и в ручной пелоте, мяч отбивали рукой, затем появились перчатки, биты и, наконец, в XVI веке, ракетки и сетка. На это же время приходится пик популярности жё-де-пома, в который играли французские, английские и испанские короли того времени.
Одним из наиболее известных упоминаний тенниса в средневековой литературе является эпизод в исторической хронике Шекспира «Генрих V», где французский дофин в насмешку присылает молодому английскому королю бочонок теннисных мячей. При этом посланные в подарок Генриху V теннисные мячи впервые были упомянуты задолго до Шекспира, в продолжении хроники Джеффри Монмутского «История королей Британии», датируемом уже первой половиной XV века.
В XVI веке практически все французские короли играли в теннис: теннисный зал был оборудован на королевской яхте Франциска I, Генрих II повелел построить теннисный зал в Лувре, а Карл IX в 1571 году, даруя парижским игрокам в теннис и мастерам, изготовлявшим ракетки, право на гильдию, назвал теннис «одним из самых благородных, достойных и полезных для здоровья упражнений, которыми могут заниматься принцы, пэры и другие знатные особы». Одним из любимых занятий был теннис и для Генриха VIII Тюдора, построившего залы для этой игры в Вестминстере и Хэмптон-корте (последний используется по прямому назначению почти 500 лет). Помимо монахов и аристократов, теннис привлекал и простонародье: средневековые университеты строили залы, а горожане играли прямо на улицах. К 1600 году в каждом крупном французском городе было по несколько залов, а в Париже было больше 250 залов и более тысячи открытых кортов; в 1604 году также была сделана оценка, согласно которой во Франции могло быть вдвое больше теннисных залов, чем церквей.
Тем не менее, на протяжении большей части своей истории теннис оставался игрой избранных. Малое количество участников матча и ограниченное пространство для зрителей не позволили ему стать по-настоящему народным развлечением, и уже через сто лет даже в Париже было всего десять залов для игры в теннис, все в плохом состоянии. Теннисные залы стали приспосабливать для иных нужд, в том числе для выступления театральных трупп, и, согласно «Оксфордской иллюстрированной энциклопедии театра», это предопределило форму будущих театральных залов. Один из сохранившихся залов для жё-де-пома попал в историю как место собрания депутатов Генеральных штатов от третьего сословия, по указу короля не допущенных в обычный зал заседаний в 1789 году. Депутаты, объявившие себя Национальным собранием, дали клятву встречаться до тех пор, пока во Франции не будет принята конституция. Тем не менее с развитием современного тенниса жё-де-пом не прекратил своё существование. Этот вид спорта был представлен на Олимпийских играх 1908 года, а сто лет спустя в мире насчитывалось порядка пяти тысяч его поклонников, на определённом этапе в Великобритании давших своей игре название «настоящего» или «королевского» тенниса, чтобы отличать его от более распространённой новой игры.

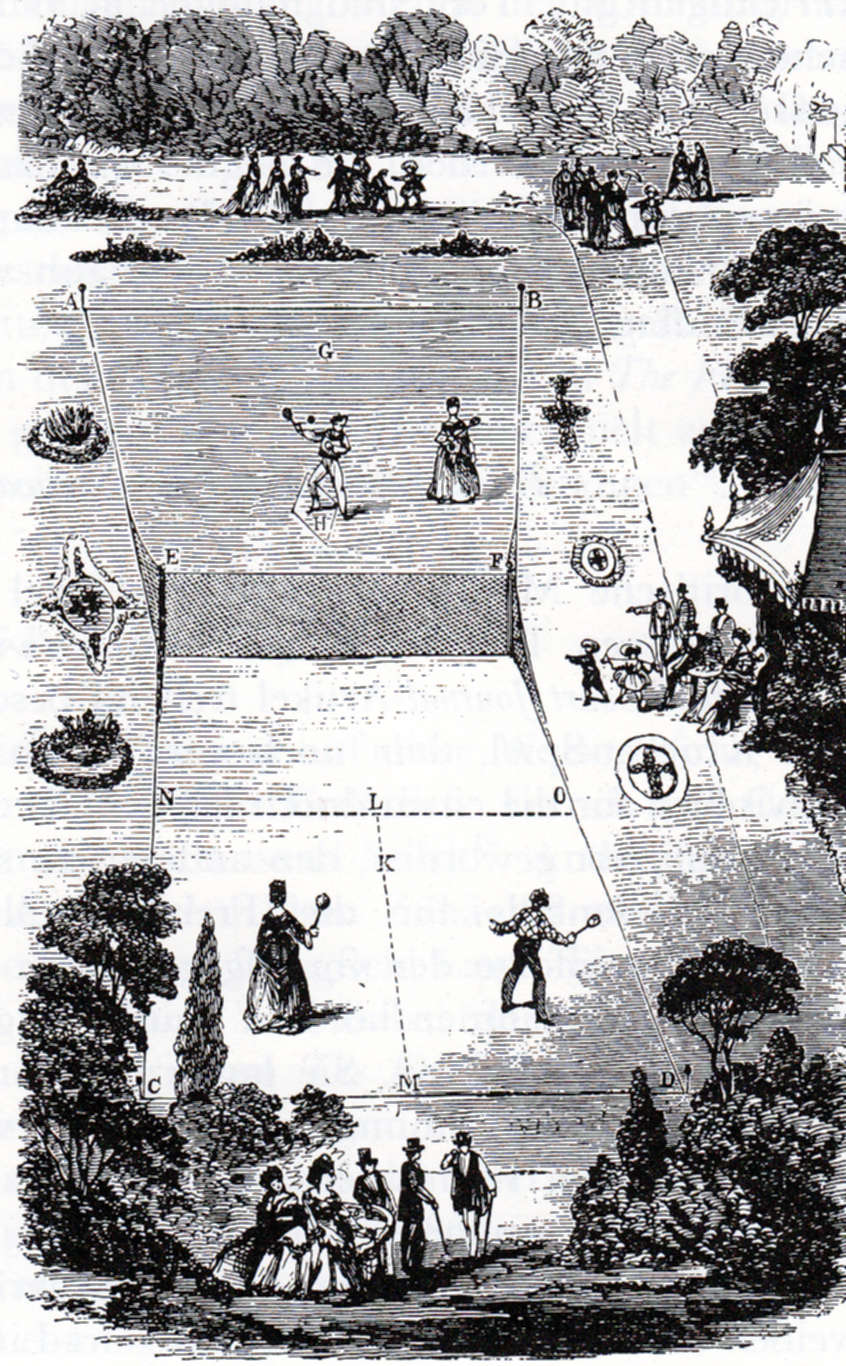
Рисунок корта для большого тенниса, спроектированный Уолтером Уингфилдом в 1874 году

## Изобретение лаун-тенниса
В настоящее время достоверно неизвестно, кто изобрёл современный теннис, но, по наиболее распространённой версии, родоначальником игры был майор Уолтер Уингфилд. Он придумал игру для развлечения гостей на приёмах в своем особняке в Уэльсе и в 1873 году опубликовал первые правила игры. Игра получила одновременно два названия: «сферистика» (англ. sphairistike от греч. σφαιριστική, означающего игру в мяч) и «лаун-теннис» (англ. lawn tennis, букв. теннис для лужаек). В качестве основы он использовал современный ему теннис (в наше время реал-теннис). В игре, придуманной Уингфилдом, также прослеживается влияние набиравшего в те дни популярность бадминтона. Так, первоначально высота сетки между половинами корта составляла, как в бадминтоне, более полутора метров, а счёт шёл до 15 очков в каждом гейме (история изменений в правилах рассматривается в разделе Эволюция правил). В качестве возможных создателей современного тенниса упоминаются также британец Томас Генри Гем и испанец Аугурио Перера, ещё в 1858 году адаптировавшие игру рэкетс, разновидность тенниса, для травяных газонов в предместьях Бирмингема, а в 1872 году основавшие клуб любителей новой игры в Лимингтон-Спа. После появления игры Уингфилда Гем разработал правила для своей игры, которую назвал пелотой; Уилмингтонский клуб дал этой игре то же название, которое носила игра, изобретённая Уингфилдом, — «лаун-теннис».
Предвидя коммерческий потенциал лаун-тенниса, Уингфилд запатентовал его в 1874 году и начал продажу комплектов оборудования и учебников игры (по 15 шиллингов за ракетку, 5 шиллингов за дюжину мячей и 6 пенсов за учебник), но достаточно быстро утратил контроль над распространением игры. Игра начала стремительно развиваться в Великобритании и США, куда её завезли уже в начале 1874 года. За первый год продаж патентованное лаун-теннисное оборудование также было продано в Канаду, Индию, Китай и русскому императору (историк российского тенниса Борис Фоменко сообщает о дневниковой записи великого князя Сергея Александровича от 31 мая 1875 года: «В теннис на траве играем для тренировки с братьями»), но рынок быстро наводнили товары конкурентов. В 1877 году Уингфилд отказался от продления патента.

## Появление турниров и национальных ассоциаций лаун-тенниса
Уже в 1875 году разработанные Уингфилдом правила были изменены; новый свод правил был разработан в Марилебонском крикетном клубе. В июле 1877 года в Уимблдоне был проведён первый турнир по лаун-теннису, организатором которого был Всеанглийский клуб лаун-тенниса и крокета (англ. All England Lawn Tennis and Croquet Club). Участники должны были заплатить вступительный взнос в размере одного фунта и одного шиллинга, а зрители платили за билеты по одному шиллингу. Турнир был открыт для всех желающих (всего участвовали 22 человека), приз победителю стоил 12 гиней, и кроме того ему вручался серебряный кубок ценой 25 гиней. В 1884 году в рамках Уимблдонского турнира были впервые проведены женский турнир (хотя уже за пять лет до этого женщины разыгрывали чемпионат Ирландии) и мужской парный турнир, а в 1913 году к ним добавились соревнования женских и смешанных пар (микст). В 1888 году была основана Ассоциация лаун-тенниса (англ. Lawn Tennis Association, LTA), которая в последующие годы установила сорок три правила игры, многие из которых действительны до сих пор, и утвердила проведение 73 турниров в течение десяти лет.
Существуют документы, свидетельствующие, что в США (Камп-Апачи, Аризона) в лаун-теннис играли вскоре после начала продажи наборов Уингфилда, в 1874 году. Весной того же года был открыт теннисный корт при Статен-Айлендском крикетном и бейсбольном клубе в Нью-Йорке. В 1876 году в Наханте, штат Массачусетс, прошёл первый турнир по лаун-теннису в США, а в 1881 году была создана Национальная ассоциация лаун-тенниса США (англ. United States National Lawn Tennis Association, USLTA, в настоящее время Ассоциация тенниса США, англ. United States Tennis Association, USTA). Целью её создания были стандартизация правил соревнований и проведение турниров. В ассоциацию вошли 34 лаун-теннисных клуба, до этого игравшие каждый по своим, отличным от остальных, правилам. Национальный чемпионат США среди мужчин (англ. U.S. National Men's Singles Championship), который сейчас называется Открытый чемпионат США, был впервые проведён в том же году в Ньюпорте, Род-Айленд (с того же года в Торонто проводился турнир, носящий начиная с 1890 года статус чемпионата Канады, а сегодня известный как Rogers Cup). Соответствующий женский турнир — Национальный чемпионат США среди женщин (англ. U.S. National Women's Singles Championships) — стартовал в 1887 году.
До конца века лаун-теннис распространился по всему миру. Первые лаун-теннисные клубы были созданы:
- в 1875 году в Шотландии, Бразилии и Индии[15]
- в 1877 году — в Ирландии и Франции[15]
- в 1878 году — в Австралии, Австро-Венгрии, Италии, Перу и Швеции[18]. В последней популяризацией новой игры занимался лично наследный принц, будущий король Густав V, познакомившийся с ней в 1878 году во время визита в Англию[19]
- в 1880 году — в Дании и Швейцарии[18]
- в 1881 году — в Аргентине[18]
- в 1882 году — в Нидерландах[18]
- в 1883 году — на Ямайке[18]
- в 1885 году — в Греции и Турции[18]
- в 1889 году — в Ливане[18]
- в 1890 году — в Египте и Финляндии[18]
- в 1892 году — в Южной Африке[18]

Первый турнир по лаун-теннису в Австралии прошёл в 1879 году, а с 1892 года разыгрывался чемпионат Германии.
В конце 1870-х годов лаун-теннис начинает развиваться в России. Первая лаун-теннисная секция была организована при Санкт-Петербургском крикет-клубе. Первый международный турнир в России состоялся в 1903 году в Санкт-Петербурге. Одновременно этот турнир был и первым чемпионатом Санкт-Петербурга. Турнир проводился в мужском одиночном и парном разрядах при участии 15 российских и трёх иностранных теннисистов, которые и одержали победу в обоих разрядах. В 1907 году прошли первые Всероссийские состязания в лаун-теннис, которые выиграл Георгий Брей, а в 1908 году был основан Всероссийский союз лаун-теннисных клубов, главный руководящий орган российского тенниса до 1918 года.
В 1913 году представители 12 национальных лаун-теннисных ассоциаций в Париже договорились о создании Международной федерации лаун-тенниса (англ. International Lawn Tennis Federation, ILTF). Некоторое время вновь созданная федерация проводила чемпионаты мира по теннису: на травяных кортах (Уимблдонский турнир), на твёрдых (фактически, грунтовых) кортах и в помещениях.
О популярности тенниса в конце XIX века свидетельствует тот факт, что в 1896 году он был включён в программу первых Олимпийских игр современности вместе с восемью другими видами спорта. На первом Олимпийском турнире по теннису были разыграны два комплекта медалей — в мужском одиночном и мужском парном разрядах. Четыре года спустя первый комплект олимпийских медалей в истории среди женщин был разыгран именно в теннисном турнире. В рамках этой же Олимпиады прошёл и первый олимпийский турнир смешанных пар. Теннисный турнир проводился в рамках Олимпийских игр до 1924 года, после чего был возобновлён только в 1988 году.

### Появление командных турниров

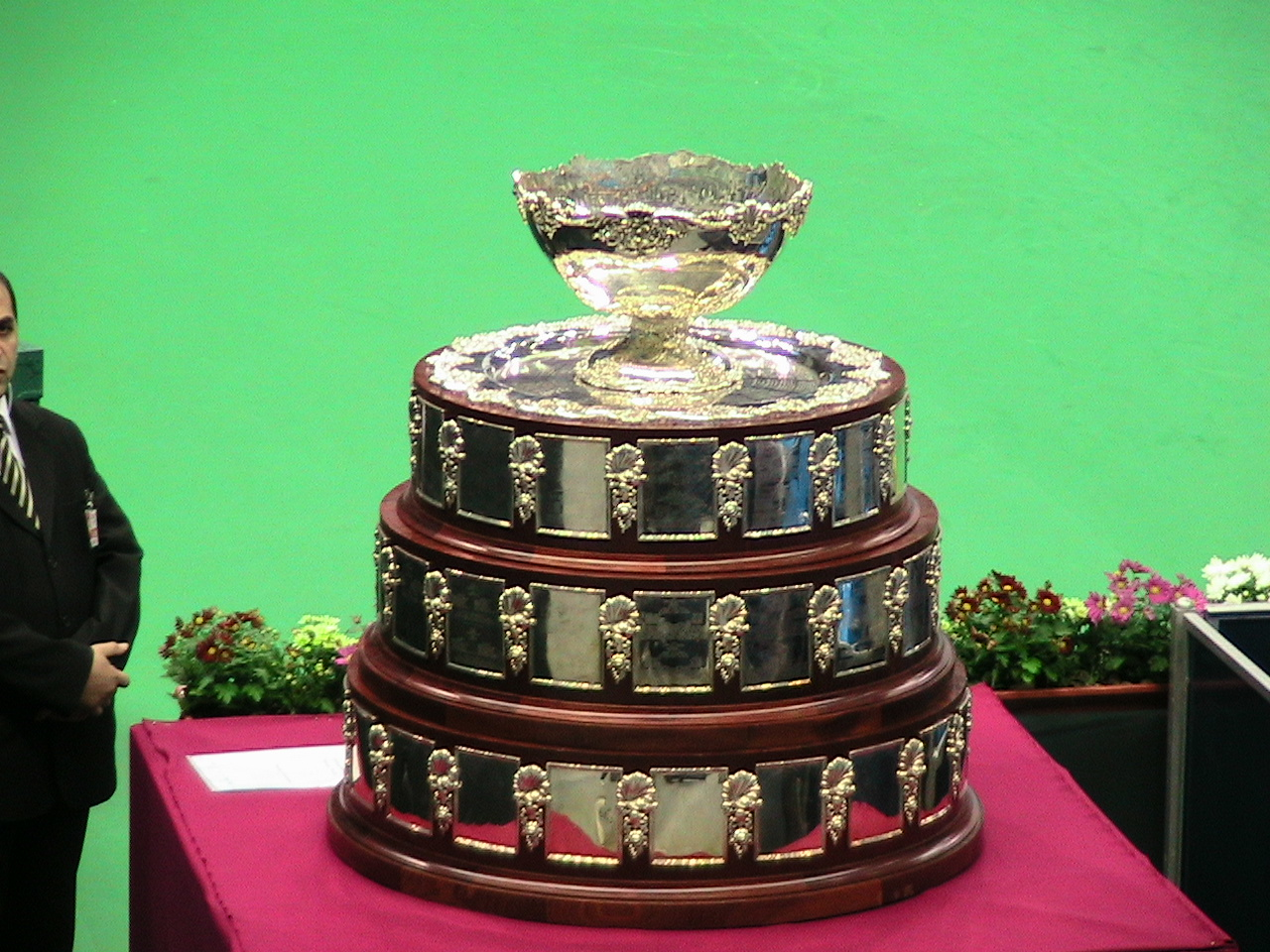
Кубок Дэвиса

В 1899 году у четырёх студентов Гарвардского университета зародилась идея проведения теннисного турнира, в котором участвуют национальные сборные команды. Один из них, Дуайт Дэвис, разработал схему проведения турнира и купил на собственные деньги приз для победителя — серебряный кубок. Первый турнир состоялся в Бруклайне (штат Массачусетс) в 1900 году, и в нём приняли участие сборные США и Великобритании. Дэвис вместе с двумя другими студентами Гарварда играл за команду США, которая неожиданно победила, выиграв затем и следующий матч в 1902 году. С тех пор турнир проводился каждый год (за некоторыми исключениями), а после смерти Дэвиса в 1945 году получил название Кубок Дэвиса и сейчас является популярным ежегодным событием в мире тенниса. Уже в 1904 году к розыгрышу турнира присоединились Франция и Бельгия, затем Австралазия. К 1913 году в турнире участвовали восемь национальных сборных, и их число продолжало постоянно расти. До 1973 года этот турнир выигрывали сборные только четырёх стран: США, Великобритании, Австралии и Франции (однако необходимо учесть, что австралийцы с 1905 по 1919 год выступали совместно с новозеландцами и завоевали за это время шесть титулов).
В 1923 году одна из ведущих теннисисток мира, Хейзел Хочкисс-Уайтмен, в целях популяризации женского тенниса учредила командный Кубок Уайтмен, но это соревнование, будучи впервые проведённым между женскими сборными США и Великобритании, так и осталось внутренним делом этих двух команд на всём протяжении своего существования до 1990 года, когда британская сторона объявила о прекращении участия в этом соревновании. Только в 1963 году Международная федерация лаун-тенниса учредила Кубок Федерации — женское командное соревнование, ставшее аналогом мужского Кубка Дэвиса.
Ещё одно официальное командное мужское соревнование, Кубок наций (впоследствии Кубок мира), стартовало в 1978 году под эгидой Ассоциации теннисистов-профессионалов (АТР).

### Большой шлем
Доминирование США, Великобритании, Франции и Австралии в довоенном мировом теннисе привело к тому, что именно турниры, проводимые в этих странах, стали наиболее престижными. Четыре самых крупных турнира — Уимблдонский турнир, чемпионат США, чемпионат Франции, проходящий с 1891 года и открытый для участников из других стран с 1925 года, и чемпионат Австралии (проводится с 1905 года) — в 1930-е годы получили общее название «турниры Большого шлема», позаимствованное из карточной игры бридж. Термин, как указывает сайт Международного зала теннисной славы, был пущен в ход репортёром New York Times Джоном Кираном в 1933 году, когда австралийский теннисист Джек Кроуфорд выиграл чемпионат Австралии, чемпионат Франции и Уимблдонский турнир и вышел в финал чемпионата США, где ему противостоял британец Фред Перри. Киран писал: «Если сегодня Кроуфорд победит Перри, это будет равноценно выигрышу большого шлема на теннисном корте». В тот год завоевание Большого шлема не состоялось, и первым его обладателем стал Дон Бадж пять лет спустя. По другой версии, в частности, приводимой на официальном сайте Уимблдонского турнира, термин возник после того, как Бадж выиграл все четыре турнира, и его автором является американский спортивный журналист Эллисон Данциг.
| Турниры Большого шлема         | Турниры Большого шлема                                                                             | Турниры Большого шлема | Турниры Большого шлема                          |
| Турнир                         | Первый розыгрыш                                                                                    | Место проведения | Покрытие                                        |
| ------------------------------ | -------------------------------------------------------------------------------------------------- | --- | ----------------------------------------------- |
| Уимблдонский турнир            | 1877 (мужской одиночный) 1884 (женский одиночный, мужской парный) 1913 (женский парный, смешанный) | Уимблдон, Великобритания | Трава                                           |
| (Открытый) чемпионат США       | 1881 (мужской одиночный, мужской парный) 1887 (женский одиночный, женский парный, смешанный)       | Нью-Йорк, США Ньюпорт, США (1881—1914) Филадельфия, США (1921—1923) | Трава (до 1974) Грунт (1975—1977) Хард (с 1978) |
| (Открытый) чемпионат Франции   | 1891 (мужской одиночный) 1897 (женский одиночный) 1925 (международный)                             | Париж, Франция Бордо, Франция (1909) | Грунт                                           |
| (Открытый) чемпионат Австралии | 1905 (мужской одиночный, мужской парный) 1922 (мужской одиночный, мужской парный, смешанный)       | Мельбурн, Австралия Сидней, Австралия (17 раз) Аделаида, Австралия (14 раз) Брисбен, Австралия (7 раз) Перт, Австралия (3 раза) Крайстчерч, Новая Зеландия (1906) Хейстингс, Новая Зеландия (1912) | Трава (до 1988) Хард (с 1988)                   |

## Профессиональный теннис

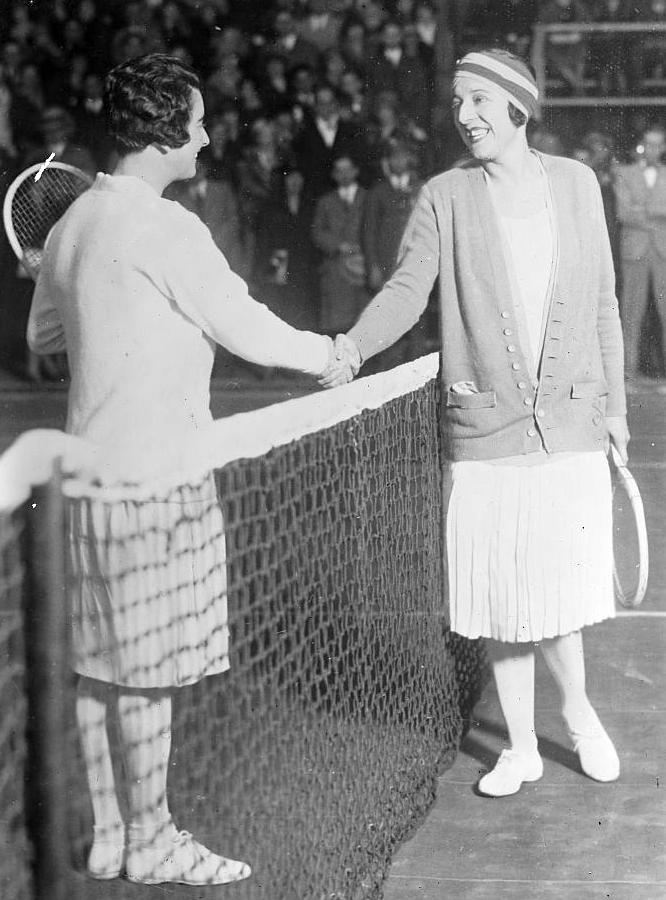
Сюзанн Ленглен (справа) и Мэри Браун

Начиная с 1920-х годов, профессиональные теннисные игроки начали зарабатывать деньги, выступая в показательных матчах перед публикой, которая платила за право смотреть игру. Первой, кто подписал профессиональный контракт на выступления перед публикой, стала чемпионка Олимпийских игр в Антверпене Сюзанн Ленглен. Её турне организовал предприниматель Чарльз Пайл, пытавшийся также заключить контракт с другими ведущими теннисистками мира, Хелен Уиллз и Моллой Мэллори, но не преуспевший в этом. Тогда в качестве партнёрши для Ленглен была ангажирована Мэри Браун, трёхкратная чемпионка США и капитан сборной страны в Кубке Уайтмен, которой к тому моменту было уже 35 лет. Сумма контракта Ленглен составляла 75 тысяч долларов, а Браун должна была, по слухам, получить 30 тысяч. Пайл также заключил контракт с четвёртой ракеткой Франции Полем Фере и звездой американского тенниса, двукратным олимпийским чемпионом и обладателем Кубка Дэвиса Винсентом Ричардсом, наряду с ещё двумя менее известными теннисистами. Первый профессиональный теннисный матч в истории состоялся 9 октября 1926 года в Нью-Йорке на крытой арене «Мэдисон-сквер-гарден», в присутствии 13 тысяч зрителей. В теннисных кругах возникновение профессионального тура было воспринято со смешанными чувствами, вызвав как поддержку, так и резкую критику.
Хотя американский тур Пайла принёс доход, он отказался возобновлять контракты или организовывать аналогичный тур по Европе, ссылаясь на финансовые разногласия с Ленглен. Тем не менее, Винсент Ричардс продолжил дело профессионализации тенниса, создав ассоциацию профессиональных теннисистов и организовав первый чемпионат США по теннису среди профессионалов, прошедший в Нью-Йорке в 1927 году. Ричардс стал и первым чемпионом США среди профессионалов.
Однако Ричардс оказался не столь успешным менеджером, как Пайл, и профессиональный тур перестал приносить доходы, пока в 1931 году к нему не присоединился многократный победитель Уимблдонского турнира, чемпионата США и Кубка Дэвиса Билл Тилден, чьё противостояние с чемпионом США среди профессионалов 1929 года, чехословацким мастером Карелом Кожелугом снова привлекло внимание публики и принесло около четверти миллиона долларов за сезон. Следующим удачным дополнением к списку профессионалов стал в 1934 году Эллсуорт Вайнз, благодаря которому сборы от тура снова составили за год четверть миллиона долларов. В 1937 году в профессионалы перешёл Фред Перри, звезда британской сборной в Кубке Дэвиса. По классу он был примерно равен Вайнзу, и вместе они собрали за год 400 тысяч долларов. В следующие два года сборы составили 175 и 200 тысяч долларов, причём даже присоединение к туру в 1939 году первого в истории обладателя Большого шлема Дона Баджа не особенно сказалось на уровне доходов.
Большинство выступлений в рамках профессиональных теннисных турне представляли собой не связанные между собой матчи между отдельными игроками; в один вечер проходили несколько таких матчей без определения общего победителя. Но в 1930-е годы в мире сложилась и система профессиональных турниров, параллельная любительской, и теннисисты-профессионалы, помимо участия в турне, также регулярно сходились в таких турнирах по системе плей-офф. Первые профессиональные турниры в Европе проходили во Французской Ривьере, а в 1931 году большой профессиональный теннис добрался до Парижа. Осенью 1934 года большой профессиональный теннисный турнир впервые прошёл на стадионе «Уэмбли» в Лондоне; это соревнование, вместе с парижским турниром и чемпионатом США среди профессионалов, определяло лидеров мирового профессионального тенниса в последующие годы, в совокупности представляя профессиональный аналог любительского Большого шлема.
После Второй мировой войны наметилась тенденция оттока лучших игроков-любителей в профессиональный теннис: так, в 1948 году в профессионалы ушёл только что выигравший с командой США Кубок Дэвиса Джек Креймер, а вскоре за ним последовал сменивший его в сборной Панчо Гонсалес. Продолжили тенденцию обладатели Большого шлема 1951 года в мужских парах Фрэнк Седжмен и Кен Макгрегор, пополнив ряды профессионалов в 1952 году.
Креймер, выигравший несколько крупных турниров в начале 1950-х годов, стал после этого менеджером профессионального тенниса и начал агрессивную кампанию по вербовке молодых талантов. Важным шагом стало изменение условий контракта участников профессиональных туров: вместо доли в доходах им теперь предлагались гарантированные гонорары: так, Седжмену за сезон была предложена сумма в 75 тысяч долларов, а другому австралийскому теннисисту, Лью Хоуду, 125 тысяч за 25 месяцев. Сформировав группу из ведущих игроков, Креймер в рамках турне в городах, где не было регулярных турниров, проводил турниры по круговой системе, привлекавшие особое внимание зрителей, так как это придавало играм тот элемент соревновательности, которого не хватало отдельным матчам.

## Открытая эра

### Предпосылки к переходу и появление открытых турниров
В течение 40 лет профессиональный и любительский теннис были строго разделены — как только игрок становился «профессионалом», он не имел более права выступать в любительских турнирах. В 1930 году Ассоциация лаун-тенниса США выдвинула идею открытых турниров, где могли бы участвовать как любители, так и профессионалы, но Международная федерация лаун-тенниса последовательно проваливала это предложение как в этом году, так и в дальнейшем. Фактически, однако, ведущие теннисисты-любители много лет получали деньги за выступления в виде не афишировавшихся бонусов от спонсоров и оплаты фиктивных счетов за проезд и жильё. Появился даже термин «shamateurs», то есть «поддельные любители». В 1963 году ведущий британский спортивный обозреватель Брайан Гранвилл писал в «Sunday Times», что теннис перестал быть подлинно любительским спортом как минимум за четверть века до этого. При этом ведущие теннисисты легко расставались со статусом любителей, переходя в профессиональные турне (в частности, в 1960-е годы ряды профессионалов пополнили звёзды австралийского любительского тенниса Род Лейвер и Джон Ньюкомб). В 1967 году было объявлено об организации нового профессионального тура World Championship Tennis (WCT), с менеджером которого заключили контракт, помимо Ньюкомба, такие бывшие любители, как Тони Роч, Клифф Драйсдейл и Никола Пилич. Вскоре после этого контракт с другим профессиональным турне — Национальной теннисной лигой (англ. National Tennis League, NTL) — подписал ещё один ведущий любитель Рой Эмерсон.
Подстёгнутая постоянной утечкой лучших теннисистов-любителей в профессиональные турне, LTA решила в 1967 году положить конец разделению тенниса и уравняла в правах любителей и профессионалов в своих турнирах. Было объявлено, что Уимблдонский турнир 1968 года будет открыт для всех игроков независимо от их статуса. Примеру Уимблдона в том же году последовали и другие ведущие турниры. Первый открытый турнир прошёл в Борнмуте (Великобритания) в апреле 1968 года, а первыми чемпионами Открытой эры стали австралиец Кен Розуолл и местная уроженка Вирджиния Уэйд. В 1969 году официальная классификация USLTA разделила всех теннисистов на три категории: любители, профессионалы-гастролёры (связанные контрактами на участие в турне, англ. touring professionals) и зарегистрированные профессионалы, имеющие право на участие в открытых турнирах, куда гастролёры по-прежнему не допускались. Эта классификация была принята и Международной федерацией лаун-тенниса. Таким образом было положено начало Открытой эры в современном теннисе, в котором все игроки имеют право выступать в любых турнирах.

### Формирование туров и борьба между теннисными организациями

«Оригинальная девятка» — первые участницы женского профессионального тура

Запрет на участие в открытых турнирах и Кубке Дэвиса для профессионалов-гастролёров был снят уже через несколько лет, в 1972 году, но к тому моменту само понятие успело устареть. С началом Открытой эры на смену профессиональным теннисным турне приходят «туры», состоящие из серии международных турниров, проходящих в разных странах. Первыми такими турами у мужчин стали World Championship Tennis (WCT), Национальная теннисная лига (поглощённая WCT уже в 1970 году) и тур Гран-при, организованный ILTF в 1970 году. В это же время усилиями главного редактора журнала «World Tennis» Глэдис Хелдмен и звезды женского тенниса Билли-Джин Кинг был организован и женский теннисный тур Virginia Slims (по названию фирмы-спонсора, производителя сигарет); с 1973 года он проходит под эгидой Женской теннисной ассоциации (WTA), а организацию мужского Гран-при с 1972 года взяла на себя новообразованная Ассоциация теннисистов-профессионалов (АТР), при участии (с 1974 по 1989 год) ITF и организаторов отдельных турниров в рамках так называемого Совета по мужскому теннису (англ. Men's Tennis Council). Аналогичная структура при участии WTA и ITF была создана и в женском теннисе после того, как международная федерация наконец признала женский профессиональный тур. В системе, предложенной организаторами туров Гран-при и Virginia Slims, игроки набирали очки в соответствии с местами, занятыми в каждом турнире, а в конце сезона обладатели лучших рейтингов награждались денежными призами. Несколько обладателей наивысших рейтингов также приглашались принять участие в итоговом турнире года, где распределялись дополнительные денежные призы; так, в дополнение к общему призовому фонду в 550 тысяч долларов, распределяемому АТР в 1974 году, в её итоговом турнире Мастерс были разыграны ещё 100 тысяч долларов.
Под контроль менеджеров профессиональных туров не попали турниры Большого шлема, управление которыми продолжала осуществлять ILTF. Конфликт между ILTF и профессиональными турами, с одной стороны, привёл к отсутствию на ряде турниров Большого шлема в начале Открытой эры гастролирующих профессионалов, а с другой, к значительному увеличению призовых фондов этих четырёх турниров. В борьбе за контроль над расписанием турниров включилась и Ассоциация тенниса США, отказавшаяся признавать соглашения между ITF и WCT и организовавшая собственный тур, разыгрываемый в начале сезона в помещениях.

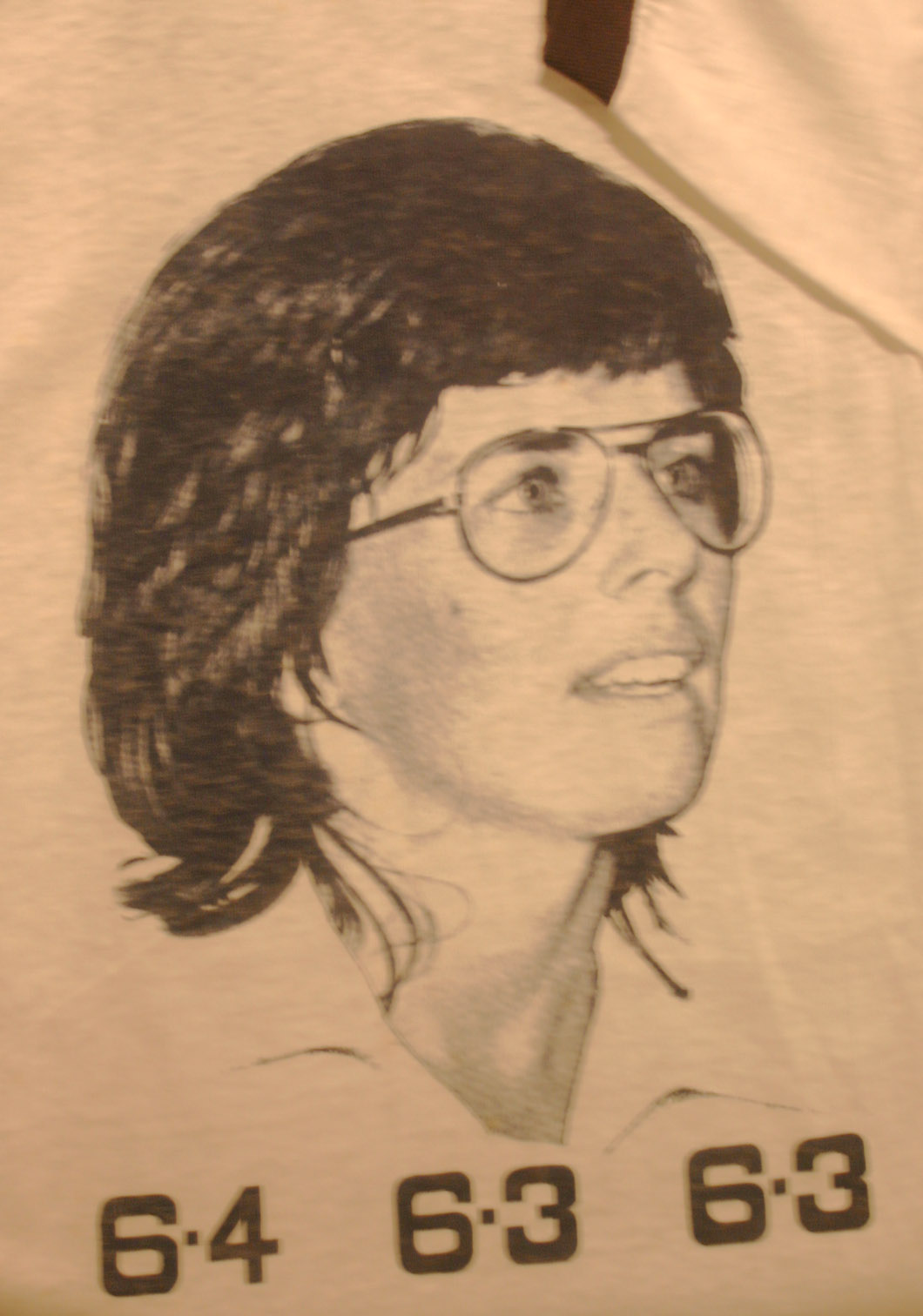
Билли-Джин Кинг и финальный счёт матча с Бобби Риггсом

### «Битва полов»
В начале 70-х годов женские организации активно лоббировали вопрос о равных денежных призах для теннисистов вне зависимости от пола. В 1970 году первый приз в женском одиночном разряде на большинстве турниров был примерно вчетверо меньше, чем в мужском, и Билли-Джин Кинг и её единомышленницы не были готовы это терпеть. В 1973 году они достигли успеха, когда размер призовых уравняли на Открытом чемпионате США. Эта активность вызывала критику со стороны людей, считавших, что женский теннис нельзя уравнивать в правах с мужским. Рупором этой критики стал Бобби Риггс, чемпион Уимблдона 1939 года во всех трёх категориях и двукратный чемпион США (1939 и 1941 года), профессионал с 1942 года, а в дальнейшем спортивный комментатор. В 1973 году 55-летний Риггс объявил, что мужчины в его возрасте способны справиться с любой из ведущих теннисисток мира и, следовательно, имеют не меньшее право на денежные призы. Его первый показательный матч против Маргарет Корт, казалось, подтверждал его слова: Риггс легко победил 6:2, 6:1. После этого его вызов приняла Билли-Джин Кинг; их матч демонстрировался по телевидению в прямом эфире, и Кинг выиграла его 6:4, 6:3, 6:3. Этот матч помог привлечь к женскому теннису внимание спонсоров, что дало основание предположить, что вся кампания Риггса могла быть подстроена.
В 1974 году, тоже при активном участии Билли-Джин Кинг, была создана командная теннисная лига World Team Tennis, где принимали участие команды, состоявшие из игроков обоих полов. Первый год её проведения был ознаменован конфликтом с Федерацией тенниса Франции, рассматривавшей лигу как конкурента летних европейских турниров и отказавшейся допустить её участников на Открытый чемпионат Франции. Возможно, это не дало завоевать Большой шлем Джимми Коннорсу, который в тот год выиграл все остальные турниры Большого шлема. Спустя 14 лет началось проведение Кубка Хопмана— престижного выставочного турнира национальных сборных, составленных из одного мужчины и одной женщины, проходящего под эгидой Международной федерации тенниса.

### Возвращение в программу Олимпийских игр
Уже в 1968 году теннис был снова включён в программу Олимпийских игр, но только как показательный вид, и вопроса о статусе игроков не возникало. Также показательным был теннисный турнир 1984 года, но уже в 1988 году состоялось возвращение тенниса в олимпийскую программу в качестве состязательного вида. Это означало, что в Олимпиадах отныне могут участвовать теннисисты, официально имеющие статус профессионалов, что было невозможно в прежние годы.

### Рост влияния игроков
В 1978 году произошло частичное слияние двух главных мужских профессиональных туров: Гран-при и WCT, под эгидой которого осталось только несколько турниров. В условиях отсутствия конкуренции руководство тура Гран-при могло менять сетку турниров и призовой фонд по своему усмотрению. Плотный график турниров, приводящий к травмам и общему истощению, вызывал негативную реакцию игроков.
В 1988 году директор Ассоциации теннисистов-профессионалов Гамильтон Джордан при поддержке ведущих теннисистов, выступавших в одиночном разряде, объявил о предстоящем формировании нового профессионального тура — АТР-тура, в определении политики которого непосредственное участие будут принимать сами игроки; в частности, в турнирную сетку предполагалось ввести восьминедельные каникулы. Идею за короткое время поддержали 85 игроков из первых ста в рейтинге АТР, к ним присоединились организаторы многих крупных турниров, чьи голоса в дальнейшем учитывались при формировании сетки наравне с голосами самих игроков. АТР-тур стартовал в 1990 году.

### Распространение тенниса в мире
После начала Открытой эры популярность тенниса в мире, и до того значительная, продолжала расти. К четырём странам — лидерам мирового тенниса (Австралии, Великобритании, США и Франции) начали добавляться новые. Так, с 1974 года, когда ЮАР стала пятой страной, сборная которой завоевала Кубок Дэвиса, его выигрывали команды 11 стран, в том числе Швеция семь раз, Испания пять раз, ФРГ и объединённая Германия трижды, Чехословакия, а затем Чехия тоже трижды и Россия — дважды. Кубок Федерации с начала Открытой эры выигрывали десять разных сборных, в том числе Чехословакия пять раз (а после распада страны ещё пять раз Чехия и один раз Словакия), Испания тоже пять раз, Россия и Италия по четыре раза и ФРГ / объединённая Германия — дважды. Со времени введения профессиональных рейтингов (см. раздел Официальная теннисная иерархия и Международный зал теннисной славы) первую позицию в мужском рейтинге, помимо американцев и австралийцев, занимали трое шведов, трое испанцев и двое представителей России (а всего представители 14 стран), а в женском по две представительницы Бельгии, России, Сербии, Германии и Испании (а в общей сложности теннисистки из 14 стран).
Теннисные организации, в особенности Международная федерация тенниса, предпринимают значительные усилия по популяризации игры в мире. Только за 2009 год ITF и Фонд развития Большого шлема инвестировали в развитие тенниса в мире более 3,5 миллионов долларов; ещё более 400 тысяч были пожертвованы фондом «Олимпийская солидарность». Эти организации поддерживали проведение 25 региональных молодёжных теннисных соревнований по всему миру, включая молодёжный чемпионат Африки. Всего за 23 года ITF и Фонд развития Большого шлема вложили в развитие тенниса в мире больше 71 миллиона долларов. ITF также поддерживает собственный цикл из более чем 350 молодёжных турниров, проходящих более чем в ста странах мира. В турнирах юниорского тура ITF принимают участие около десяти тысяч молодых теннисистов. Под эгидой Международной федерации тенниса проводятся 150 турниров в 37 странах для теннисистов в инвалидных колясках.

## Эволюция снаряжения и правил

### Технические усовершенствования

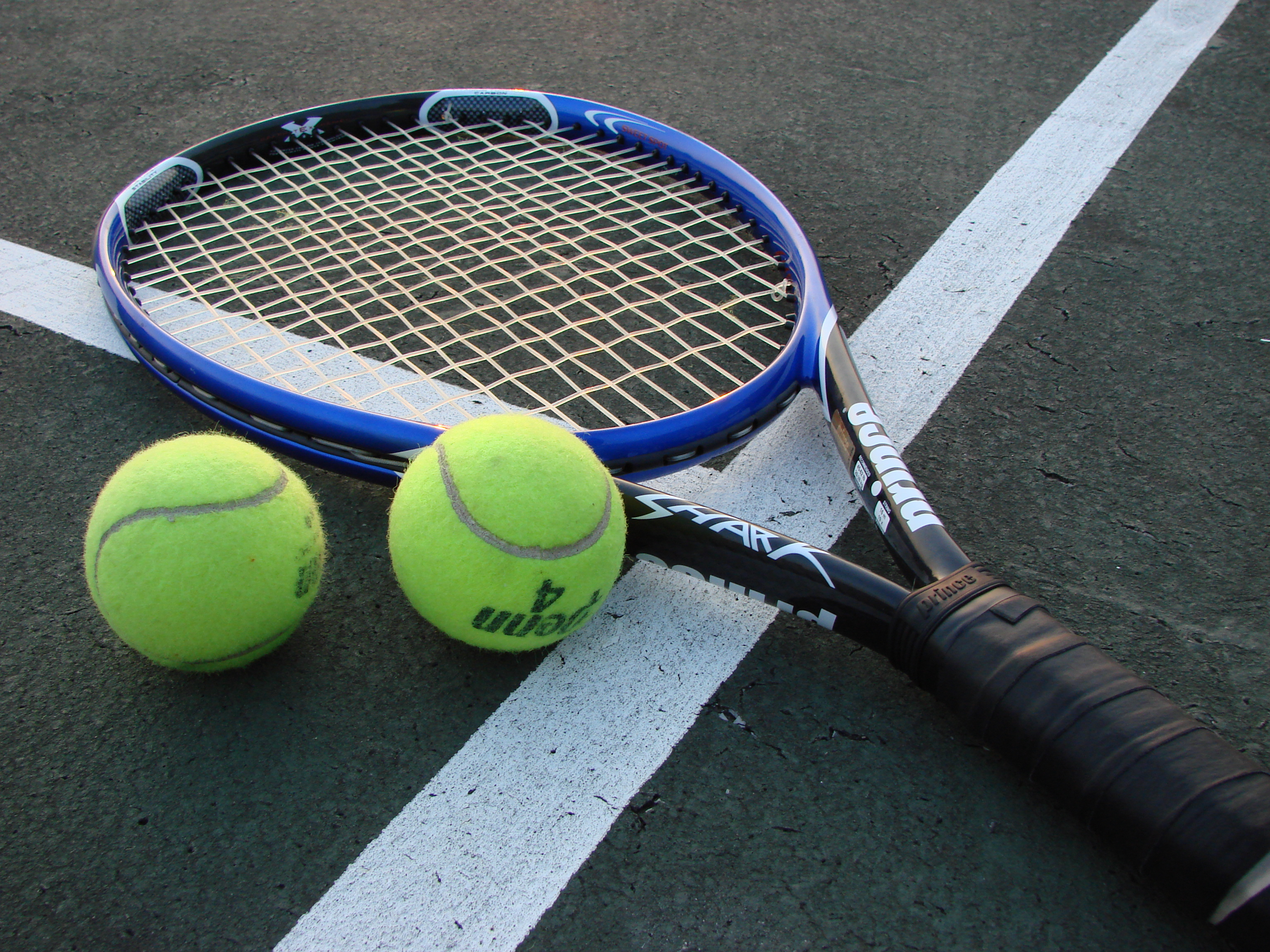
Современная теннисная ракетка с корпусом из углеволокна

Хотя лаун-теннис обязан своим возникновением появлению резиновых мячей, лучше отскакивавших от травяного газона, чем традиционные матерчатые мячи, набитые шерстью или опилками, в последующие десятилетия оборудование менялось мало. Основные изменения начались только в 1960-е годы, когда начались эксперименты с формой и материалом теннисных ракеток с целью придать ударам бо́льшую силу и точность. Если до 1960-х годов ракетки делались из дерева (первая металлическая ракетка, выпущенная в продажу, была запатентована только в 1953 году Рене Лакостом), в 1967 году в обиход вошли стальные ракетки, за которыми последовало появление ракеток из алюминия, графита, фибергласса и композиционных материалов, в частности, углеволокна.
В 1976 году фирма «Prince» выпустила теннисную ракетку с более длинной и широкой головкой, площадь которой была больше принятых тогда образцов в полтора раза. Площадь была увеличена, чтобы снизить процент промахов мимо мяча, но не запланированным создателями новой ракетки эффектом оказалось значительное увеличение силы удара. К 90-м годам различные модификации профессиональных ракеток имели площадь на 25—60 % больше стандартной. Ракетки новых размеров оказались лучше приспособлены для двуручного бэкхенда, что резко увеличило его популярность. В конце 80-х годов был начат также выпуск ракеток с более толстым ободом, что тоже увеличивает силу удара. Этот тип ракеток оказался востребован среди профессиональных теннисисток и особенно молодых спортсменов, которым ещё недоставало собственной силы. С конца 1970-х годов в первую десятку мирового женского тенниса регулярно попадали спортсменки, не достигшие 18-летнего возраста, в числе которых Трейси Остин, Андреа Джегер, Штеффи Граф, Габриэла Сабатини, Моника Селеш и Дженнифер Каприати. Кроме того, с 1985 по 1990 год на трёх из турниров Большого шлема титул в мужском одиночном разряде завоёвывали самые молодые игроки в их истории: 17-летний Борис Беккер на Уимблдонском турнире, 17-летний Майкл Чанг на Открытом чемпионате Франции и 19-летний Пит Сампрас на Открытом чемпионате США.
Одна из модификаций теннисной ракетки, ракетка с двойной струной, была продемонстрирована в 1977 году. Двойные вертикальные струны, скреплённые вместе клейкой лентой или помещённые в пластиковые трубки, позволяли при низком натяжении наносить не только особенно мощный (за счёт пружинистости), но и сильно закрученный удар. Ведущие игроки мира отказывались играть против непредсказуемых соперников, вооружённых такими ракетками, и в итоге ITF наложила запрет на их использование, мотивируя это тем, что они фактически наносили два удара вместо одного, что запрещалось правилами.
Определённые изменения произошли и с теннисным мячом. Вскоре после внедрения игры Уингфилдом резиновый мяч стали обшивать фланелью. Затем мячи, первоначально бывшие цельными, стали делать полыми и надувать газом. В 1972 году Международная федерация тенниса ввела в обиход жёлтые мячи после того, как исследования показали, что мячи такого цвета лучше видны на экранах телевизоров, и в настоящее время жёлтые мячи используются в большинстве крупных турниров, в том числе с 1986 года на Уимблдоне.
В конце XX века в теннис начали проникать электронные приборы, позволяющие улучшить качество судейства. С начала 1980-х годов на Уимблдонском турнире и Открытом чемпионате США использовалась электронная система «Cyclops», определявшая место касания мяча (в пределах корта или за линией). С 1996 года Ассоциация теннисистов-профессионалов, а вслед за ней и другие теннисные организации используют электронный прибор «Trinity», позволяющий определить, коснулся ли мяч сетки при подаче. Ещё одним технологическим нововведением, постепенно нашедшим применение в теннисе, стали видеоповторы. В 2005 году видеоповторы для арбитров были узаконены в играх профессиональной лиги World TeamTennis, а чуть позже в выставочном Кубке Хопмана. В 2006 году технология видеоповторов Hawk-Eye стала применяться уже на официальных международных турнирах, в том числе в Открытом чемпионате США.

### Теннисная мода

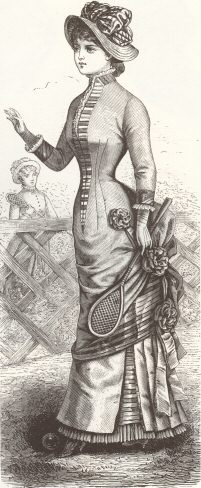
Женский теннисный костюм, 1881 год

В первые годы существования лаун-тенниса спортивная форма была довольно неудобной. Так, первая чемпионка Уимблдонского турнира, Мод Уотсон, завоевала свой титул в юбке с турнюром и мужской соломенной шляпе, а ещё раньше женщины играли в костюмах из фланели и саржи, а иногда даже в мехах. Лотти Дод, самая юная чемпионка Уимблдона, уже носила доходившие до середины голени юбки, бывшие частью её школьной формы, а в 1905 году американка Мэй Саттон позволила себе выйти на корт с закатанными рукавами. Тем не менее нижние юбки и корсеты оставались частью женской теннисной формы до Первой мировой войны.
После войны законодательницей теннисной моды стала Сюзанн Ленглен. Другая многократная победительница турниров Большого шлема, Элизабет Райан, однажды сказала: «Все теннисистки должны на коленях благодарить Сюзанн за избавление от тирании корсетов». Благодаря Ленглен в женском теннисе утвердились юбки до колена и короткие рукава. Кроме того, после Ленглен в моду вошли головные платки, а несколько позже Хелен Уиллз ввела в моду защищающие глаза козырьки, подобные принятым в гольфе.
В конце 1930-х годов в женском теннисе шорты начали вытеснять юбки, а в мужском длинные брюки. В последний раз Уимблдонский турнир в длинных брюках удалось выиграть в 1946 году.
Теннисную моду в первые десятилетия после Второй мировой войны во многом диктовал бывший теннисист и теннисный судья, кутюрье Тед Тинлинг. В 1949 году сенсацию вызвало кружевное нижнее бельё Гасси Моран его работы, а позже он проектировал костюмы для Марии Буэно и Мартины Навратиловой.

### Эволюция правил
Основы правил и терминологии лаун-тенниса сформировались уже в 1870-е годы, в том числе будучи заимствованными из жё-де-пома:
- само название теннис (англ. tennis), по-видимому, произошло от фр. tenez, повелительной формы глагола tenir, «держать». Оно означает, таким образом, «держите!». Этим выкриком игрок в реал-теннис предупреждал соперника, что он собирается подавать[68]. Такое объяснение является господствующим со второго десятилетия двадцатого века, хотя ближе к концу века появилась теория, связывающая название тенниса со старым французским словом, обозначающим ткацкий челнок и его движение вперёд и назад, как это делает мяч в теннисе[69].
- ракетка (англ. racquet) происходит от фр. raquette, которое, в свою очередь, произошло от арабского rakhat, означающего «ладонь»[70];
- английский термин deuce (ро́вно) произошёл от фр. à deux le jeu, означающего «to both is the game» (счёт в игре равный); по другой версии, слово происходит от фр. deux points, означающего, что игроку необходимо выиграть два очка для победы в гейме[71];
- англ. love, используемое для обозначения счета «0» (например, «40—love» эквивалентно «40:0»), возможно, произошло от фр. l'œuf, «яйцо», подразумевавшего знак «ноль» в форме яйца[68];
- система счёта в геймах «15», «30», «40» произошла от фр. quinze, trente, quarante. Эту систему отсчёта связывают либо с делениями на циферблате часов (где для благозвучия число 45 было заменено на 40)[71], либо с ограничением на ставки в играх, принятым в средневековой Франции, где максимальной ставкой были 60 денье, а промежуточные ставки отсчитывались по 15 денье[72]. Эта система сформировалась не сразу, но вскоре после выхода книги Уингфилда. В то же время, в изначальной версии правил Уингфилдом было предложено использование 15-очковых сетов, что являлось заимствованием из современного ему бадминтона (в настоящее время счёт в сетах в бадминтоне идёт до 21 очка). Традиционная же теннисная система подсчёта очков была возвращена в лаун-теннис вместе с прямоугольной формой корта перед первым Уимблдонским турниром и после того, как истёк срок патента Уингфилда[73].

Правила, принятые в 1875 году в Марилебонском клубе, практически не изменялись на протяжении последнего столетия. Основные изменения делались в целях увеличения привлекательности игры для зрителей и касались системы начисления очков. Так, в середине 1950-х годов в США была предложена сквозная система зачёта очков в сетах с переходом подачи после каждых пяти мячей, позаимствованная Джеймсом ван Аленом из настольного тенниса; при этой системе, получившей название Van Alen Simplified Scoring System (VASSS), сет выигрывал теннисист, первым набравший 31 очко.
Значительным шагом в направлении сокращения времени игры стало, также по инициативе ван Алена, введение тай-брейка — решающего гейма, разыгрываемого в настоящее время в большинстве турниров при счёте 6:6 в сете. В прошлом сет можно было выиграть только с разницей в два гейма или больше, что приводило к затяжным розыгрышам. Хорошим примером может служить пятый сет матча 2010 года между Джоном Изнером и Николя Маю на Уимблдонском турнире, где решающий сет матча тогда ещё игрался по старым правилам. Изнер и Маю играли этот сет больше суток с учётом перерыва на ночь (весь матч продолжался 665 минут чистого времени) и закончили его со счётом 70:68 по геймам. Тай-брейк был впервые введён на Открытом чемпионате США в 1970 году после того, как за год до этого на Уимблдонском турнире Панчо Гонсалес и Чарли Пасарелл провели на корте более пяти часов чистого времени в матче, закончившемся с общим счётом 22:24, 1:6, 16:14, 6:3, 11:9, а сквозная система зачёта была предложена ван Аленом после того, как в любительском турнире 1954 года, проходившем в Ньюпорте, соперники сыграли 88 геймов за четыре часа (матч закончился со счётом 6:3, 9:7, 12:14, 6:8, 10:8). Со введением тай-брейка на прочих турнирах такая возможность исчезла, в частности, матч 1954 года в Ньюпорте продолжался бы на 18 геймов меньше.
Ассоциация теннисистов-профессионалов, кроме того, с начала XXI века прилагает дополнительные усилия к превращению матчей в парном разряде в более привлекательные как для зрителей, так и для ведущих игроков в одиночном разряде, используя методы сокращения игрового времени. Так, в июне 2005 года было принято решение о сокращении числа геймов в сете: тай-брейк должен был разыгрываться при счёте не 6:6, а 4:4, а в самих геймах также отменялась игра до разницы в два мяча, и при равенстве 3:3 (или, по старой системе, 40:40) должно было разыгрываться одно решающее очко (так называемая «система без преимущества», англ. no-ad system). При счёте 1:1 по сетам должен был разыгрываться супертай-брейк до десяти очков (или до разницы в два очка при счёте 9:9). Кроме того, планировалось резервировать значительную часть мест в турнирах пар для теннисистов, находящихся на высоких позициях в одиночном рейтинге. Результатом введённых новшеств стал судебный иск, поданный против руководства АТР ведущими мастерами парной игры во главе с Бобом и Майком Брайанами. В январе следующего года был достигнут компромисс: часть новшеств (помимо супертай-брейка в третьем сете и отмены игры до разницы в два очка в обычных геймах) была отменена. Эти события в прессе получили название «революция пар в АТР». Поначалу новые правила критиковались, как слишком большой вес придающие везению, но со временем выяснилось, что на расстановку в верхнем эшелоне их введение практически не повлияло, при этом привлекая зрителей за счёт большей динамичности в игре.
Помимо системы зачёта очков, в правила со временем были внесены изменения, касавшиеся жеребьёвки. Так, уже в 1885 году было принято правило, согласно которому в каждом круге начиная со второго число участников турнира должно быть кратным двум. Это означало, что часть участников первого круга могут пройти во второй без игры, но дальше у каждого участника будет соперник. Такого правила не было, к примеру, на первом Уимблдонском турнире, и в результате один из полуфиналистов прошёл в финал без игры. Второе усовершенствование, предложенное в том же 1885 году математиком Чарльзом Лютвиджем Доджсоном, более известным в наше время как Льюис Кэрролл, было принято только в 1922 году и состояло в том, что сильнейшие участники разводятся по турнирной сетке с тем, чтобы не встретиться в первых кругах (так называемый «посев» участников).

## Развитие техники и тактики игры
Изменения правил и оборудования накладывали за время существования тенниса отпечаток на господствующий стиль игры, технические элементы и тактику. Так, в первые годы после появления лаун-тенниса игроки, включая первого чемпиона Уимблдонского турнира Спенсера Гора, использовали принятую в игре рэкетс подачу сбоку, что было, в частности, обусловлено высотой сетки, в начальном варианте игры поднятой над землёй на полтора метра. Но уже в 1878 году, в ходе второго Уимблдонского турнира, была применена подача сверху, вскоре ставшая общепринятой среди сильных игроков. На этом же турнире появился и один из первых тактических приёмов — свеча. Спенсер Гор исповедовал стиль игры, который в современном теннисе называется «serve-and-volley» (букв. подача и удар с лёта): после подачи он быстро выдвигался к сетке и в дальнейшем изматывал соперника, «гоняя» его из одного конца площадки в другой, иногда нанося удары по мячу даже до того, как тот пересекал линию сетки (в дальнейшем такие удары были запрещены правилами). Свеча стала противодействием этой тактике: второй чемпион Уимблдона, Фрэнк Хэдоу, раз за разом посылал мяч по высокой траектории над Гором, заставляя его отходить от сетки к задней линии. Помимо тактики игры развивалась и техника. Так, на рубеже веков появилась так называемая американская крученая подача (англ. American twist), сыгравшая важную роль в победах команды США в первых розыгрышах Кубка Дэвиса.
Постепенно теннис превратился из игры для развлечения в спорт. В 1878 году в газете Гарвардского университета появилась знаковая заметка, с горечью отмечающая отток атлетичных студентов из команд по гребле на лаун-теннисные корты. Ещё один шаг к превращению лаун-тенниса в соревновательный спорт был сделан в Калифорнии, где он стал популярен на военных базах Тихоокеанского побережья США. В Калифорнии в теннис играли на грунтовых и даже цементных площадках со всей страстью и энергией, на которую способны военные. В результате в 1909 году калифорнийская пара Мел Лонг и Морис Маклафлин легко выиграла чемпионат США в парном разряде. Впоследствии Маклафлин дважды становился чемпионом США в одиночном разряде.
В дальнейшем оформились достаточно отличные одна от другой школы теннисной игры, связанные с преобладанием в тех или иных странах специфических типов теннисного корта. В США всё большую популярность приобретали корты с искусственным твёрдым покрытием, в континентальной Европе предпочтение отдавалось грунтовым кортам, а британцы и жители их колоний сохраняли верность травяному газону. На определённом этапе стало ясно, что теннисист, привыкший к одному типу покрытий, часто трудно адаптируется к другому. Это можно было легко увидеть на примере серии матчей между Винсентом Ричардсом и Карелом Кожелугом в конце 1920-х годов: на медленных грунтовых покрытиях доминировал европеец Кожелуг, ведший игру с задней линии, тогда как на быстрых травяных кортах побеждал воспитанник нью-йоркской теннисной школы Ричардс, чьим главным оружием был быстрый выход к сетке.
Превращение тенниса в соревновательный спорт требовало, чтобы игрок мог одинаково успешно играть с обеих сторон. В то же время, большую часть истории тенниса бэкхенд (удар закрытой ракеткой) оставался менее точным и сильным, чем удар открытой ракеткой, хотя были и исключения, такие, как Дон Бадж, превративший свой бэкхенд в атакующее оружие. Пытаясь увеличить силу удара закрытой ракеткой, некоторые игроки при этом держали её двумя руками (в исключительно редких случаях игроки, в частности, ведущий профессиональный теннисист середины века Панчо Сегура, также играли таким образом открытой ракеткой), но этот стиль оставался не слишком распространённым до появления ракеток с увеличенной площадью головки (см. Технические усовершенствования), после чего многие игроки перешли на двуручный бэкхенд.

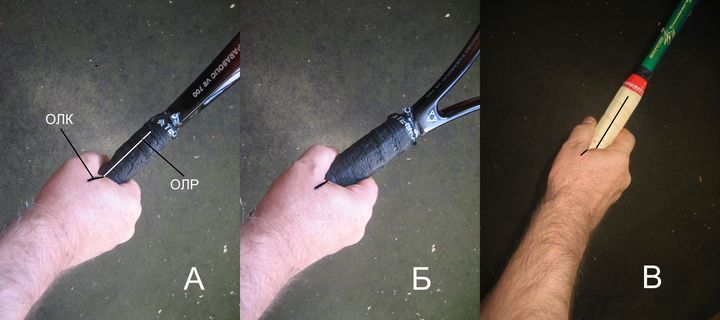
Континентальная (А) и восточная (Б) хватка

Более мощный удар открытой ракеткой стал возможен за счёт изменения господствующей техники хватки ракетки от так называемых восточной и континентальной, при которых основание указательного пальца располагается на правой или верхней правой грани восьмигранной рукояти ракетки (на иллюстрации слева), к западной, при которой ладонь фактически подхватывает её снизу. Этот переход стал возможным благодаря постепенному вытеснению травяных кортов с их низким отскоком мяча искусственными во второй половине двадцатого века. Если к началу Открытой эры один из ведущих теннисистов мира Стэн Смит использовал хватку, промежуточную между восточной и континентальной, встречая открытой ракеткой мячи, летящие на уровне пояса, то в конце века Густаво Куэртен, специалист по грунтовым кортам, уже использовал западную хватку, отбивая мяч на уровне груди. Переход от восточной и континентальной хватки к западной и близким к ней также обусловило изменение формы ракетки и уменьшение её веса за счёт использования новых материалов.

## Официальная теннисная иерархия и Международный зал теннисной славы
Новак Джокович и Штеффи Граф
В 1970-е годы мужские и женские профессиональные теннисные ассоциации ввели рейтинг игроков, призванный отражать соотношение сил между теннисистами. С 1973 года, когда начал действовать рейтинг ATP, 29 мужчин-теннисистов официально побывали в ранге первой ракетки мира. Среди них дольше всего, каждый свыше пяти лет в общей сложности, это звание удерживали (в хронологическом порядке) Джимми Коннорс, Иван Лендл, Пит Сампрас, Роджер Федерер и Новак Джокович (последний — более семи). Первым официально был удостоен этого звания Илие Настасе, в общей сложности занимавший первую позицию в рейтинге 40 недель. Лучшие годы Рода Лейвера, единственного в истории мужского тенниса двукратного обладателя Большого шлема, по одному разу как любитель и как профессионал, пришлись на период до 1973 года, и официально первой ракеткой мира он так и не стал. Аналогичный мужскому женский рейтинг был введён WTA в 1975 году. С тех пор первую строчку в нём занимали 29 теннисисток, а Крис Эверт (первая обладательница титула), Мартина Навратилова, Штеффи Граф и Серена Уильямс занимали эту позицию больше пяти лет в общей сложности (Граф — более семи). Штеффи Граф с 377 неделями во главе рейтинга оставалась рекордсменкой обоих профессиональных туров с 1995 по 2023 год, когда её результат превысил Джокович.
В 2011 году в рецензируемом журнале PLOS ONE был опубликован статистический анализ выступлений мужчин-теннисистов в период с начала Открытой эры, согласно которому лучшим игроком мира за эти четыре десятилетия был Коннорс, чья карьера отличалась продолжительностью и стабильностью результатов против разных соперников. Следующие два места занимают Лендл и Джон Макинрой. Статистический анализ результатов выступлений отдельных игроков и целых пар в мужском парном разряде, опубликованный в 2015 году и основанный на данных с начала Открытой эры, показывает, что лучшей парой мира за этот отрезок истории тенниса были с большим отрывом братья-американцы Майк и Боб Брайаны, а лучшим отдельно взятым парным игроком — австралиец Тодд Вудбридж.
В отсутствие объективных критериев трудно назвать лучших теннисистов мира до начала Открытой эры. Подобным критерием могут служить выступления в турнирах Большого шлема, который завоёвывали до начала Открытой эры Дон Бадж и Род Лейвер у мужчин и Морин Коннолли у женщин. Однако история тенниса хранит имена теннисистов, не выигрывавших Большой шлем, но считавшихся выдающимися мастерами ракетки. Так, например, Рой Эмерсон, хотя и не выигрывал Большой шлем, к моменту введения рейтингов был лидером среди мужчин по количеству завоёванных титулов в турнирах, в него входящих (двенадцать побед в одиночном разряде, минимум по две на каждом из четырёх турниров). Среди составлявшихся списков «лучших теннисистов всех времён и народов» известен, в частности, список, составленный Джеком Креймером. В автобиографии Креймера, вышедшей в 1979 году, были представлены списки лучших теннисистов современности и прошлого по отдельным компонентам игры. В частности, первую подачу он считает лучшей у Элсуорта Вайнза, Панчо Гонсалеса и Билла Тилдена. Лучшим специалистом второй подачи он называет Джона Ньюкомба. Закрытой ракеткой, по мнению Креймера, лучше всего играл Бадж, он же, вместе с Джимми Коннорсом, обладал лучшим приёмом подачи. Обладателем лучшего удара с лёта открытой ракеткой он называет Уилмера Эллисона, а закрытой — Баджа, Фрэнка Седжмена и Кена Розуолла. Свеча, по мнению Креймера, лучше всего удавалась Бобби Риггсу, а удар с полулёта — Розуоллу и Гонсалесу. Креймер также попытался составить общий список лучших игроков. По его версии, такой список возглавил бы либо Бадж, либо Вайнз. За ними он ставил Тилдена, Фреда Перри, Риггса и Гонсалеса. В список в качестве «второго эшелона» были включены также Лейвер, Лью Хоуд, Розуолл, Готтфрид фон Грамм, Тед Шрёдер, Джек Кроуфорд, Панчо Сегура, Седжмен, Тони Траберт, Ньюкомб, Артур Эш, Стэн Смит, Бьорн Борг и Коннорс. Креймер также считал, что французские теннисисты Анри Коше и Рене Лакост, игру которых ему было трудно оценить адекватно, по классу приближались к игрокам этого списка.

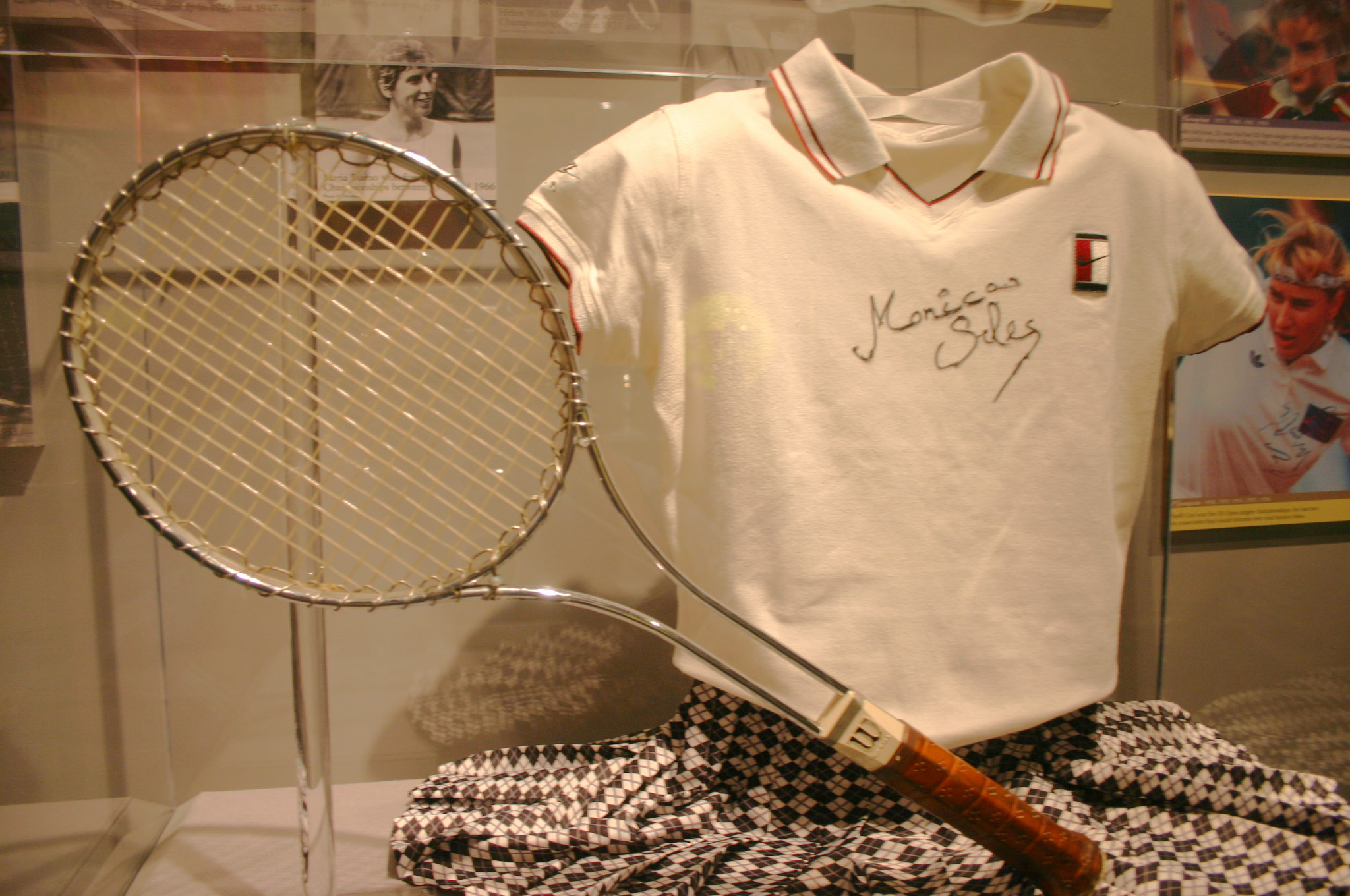
Форма и ракетка Моники Селеш в Международном зале теннисной славы

Иерархию теннисистов-любителей в эпоху, предшествовавшую появлению официальных рейтингов, вела газета The Daily Telegraph, спортивные журналисты которой составляли списки десяти ведущих мужчин-любителей с 1913 года, а женщин с 1921 года. Эти списки позже были сведены воедино в «Официальной энциклопедии тенниса», выпущенной Ассоциацией тенниса США в 1981 году, а также в теннисных энциклопедиях под редакцией Бада Коллинза, который сам публиковал аналогичные списки с начала Открытой эры в The Boston Globe. Сводные списки позволяют увидеть, что среди мужчин лучшим шесть лет признавался Тилден и четыре — Коше, а с середины тридцатых годов, когда наметилась тенденция перехода сильнейших любителей в профессиональный теннис, мало кому удавалось занять эту позицию больше чем дважды. В женском любительском теннисе после ухода Ленглен безусловным лидером стала Хелен Уиллз-Муди, занимавшая первую строчку в неофициальной иерархии девять раз.
В 1954 году Джеймс ван Ален основал при поддержке Ассоциации лаун-тенниса США в Ньюпорте (Род-Айленд) Национальный зал лаун-теннисной славы — музей, расположенный на месте проведения первого Чемпионата США по теннису. В 1975 году музей получил название Международного зала теннисной славы, и первым неамериканцем, внесённым в его списки, стал Фред Перри. В 1986 году Международный зал славы был официально признан Международной федерацией тенниса. В музее находится большое количество экспонатов, запечатлевших историю развития тенниса начиная с XII века, а также галерея великих теннисистов и людей, внёсших вклад в развитие этого вида спорта. К 2007 году в списках Международного зала теннисной славы было около 220 имён, от Уолтера Уингфилда и родоначальников американского тенниса Джеймса Уайта и Ричарда Сирса до Моники Селеш и Пита Сампраса. В 2010 году в число членов Международного зала теннисной славы вошла первая представительница советского и постсоветского тенниса — ей стала Наталья Зверева.